# Kepler-440b
Kepler-440b je extrasolární planeta (exoplaneta) obíhající okolo hvězdy Kepler-440.
Bylo potvrzeno, že Kepler-440b se nachází v obyvatelné zóně své mateřské hvězdy a jedná se o tzv. superzemi, tj. planetu mimo sluneční soustavu s hmotností větší než Země, avšak menší než Uran a Neptun. Kepler-440b se nachází ve vzdálenosti okolo 850 světelných let (přibližně 261 parseků) od Země.
Byla objevena sondou Kepler, která pomocí tranzitní metody hledá exoplanety v planetárních systémech mimo sluneční soustavu. Tato metoda měří částečné zastínění hvězdy, přes kterou přechází hledaná planeta. NASA 6. února 2015 potvrdila, že Kepler-440b je skutečně exoplanetou.

## Fyzikální vlastnosti
Poloměr Kepleru-440b činí přibližně 1,86 násobek poloměru Země. Doba oběhu okolo hvězdy Kepler-440 je přibližně 101,1 pozemského dne.

## Obyvatelnost
NASA definitivně oznámila, že Kepler-440b se nachází v takové vzdálenosti od své mateřské hvězdy, aby voda mohla zůstat na povrchu v kapalném skupenství, tedy v tzv. obyvatelné zóně. Jedná se proto o dalšího kandidáta na planetární habitabilitu.